# María Asquerino
María Urdiaín Muro (Madrid, 25 de novembro de 1925 - Madrid, 27 de fevereiro de 2013), conhecida artisticamente como María Asquerino, foi uma atriz espanhola.